# 乾务镇
乾务镇，是中华人民共和国广东省珠海市斗门区下辖的一个乡镇级行政单位，由原来的乾务镇和五山镇合并而成。

## 行政区划
乾务镇下辖以下地区：
乾南社区、沙龙社区、乾东村、乾西村、乾北村、东澳村、狮群村、湾口村、石狗村、大海环村、虎山村、荔山村、马山村、网山村、夏村、南山村、新村、三里村和富山工业区。